# Martha Cooper
Martha Cooper és una fotoperiodista estatunidenca. Va treballar com a fotògrafa personal del New York Post durant la dècada de 1970. És més coneguda per documentar l'escena del grafit de la ciutat de Nova York de les dècades del 1970 i 1980.
El 1984, Cooper i Henry Chalfant van publicar les seves fotografies del grafit de la ciutat de Nova York al llibre Subway Art , que s'ha descrit com la «bíblia del grafiti» i el 2009 n'havia venut mig milió de còpies.

## Publicacions
- Subway Art. By Cooper and Henry Chalfant. Thames & Hudson, London, 1984; Henry Holt, New York, 1984. ISBN 0-03-071963-1
- R.I.P.: New York Spraycan Memorials. Thames & Hudson, 1994. ISBN 0-500-27776-1
- Hip Hop Files: Photographs 1979-1984. From Here to Fame, 2004. ISBN 3-937946-05-5
- Street Play. From Here to Fame, 2005. ISBN 3-937946-16-0
- We B*Girlz. text by Nika Kramer, PowerHouse, 2005. ISBN 1-57687-269-6
- Tag Town. Dokument Press, 2007. ISBN 978-9185639052
- New York State of Mind. PowerHouse, 2007. ISBN 1-57687-408-7
- Going Postal. Mark Batty, 2009. ISBN 0-9799666-5-5
- Name Tagging. Mark Batty, 2010. ISBN 0-9819600-6-5
- Tokyo Tattoo 1970. Dokument, 2012. ISBN 978-9185639274
- Postcards from New York City. Dokument, 2012. ISBN 978-9185639557
- One Week With 1UP. Publikat GmbH, 2021. ISBN 9783939566519
- Spray Nation: 1980s NYC Graffiti Photos. Prestel, 2022. ISBN 9783791388748